# Campeonato Asiático de Atletismo de 2019 - Revezamento 4x400 m misto
A prova dos 4 x 400 metros estafetas misto do Campeonato Asiático de Atletismo de 2019 foi disputada no dia 23 de abril de 2019 no Estádio Internacional Khalifa em Doha, no Catar. 

## Medalhistas
| Ouro                                                                                              | Prata                                                                                         | Bronze                                                                                  |
| Bahrein · Musa Isah (M) · Aminat Yusuf Jamal (F) · Salwa Eid Naser (F) · Abbas Abubakar Abbas (M) | Índia · Mohammad Anas (M) · M. R. Poovamma (F) · Vismaya Velluvakoroth (F) · Arokia Rajiv (M) | Japão · Kota Wakabayashi (M) · Konomi Takeishi (F) · Mayu Inaoka (F) · Kentaro Sato (M) |

## Cronograma
Todos os horários são locais (UTC+3)
| Data        | Hora  | Evento |
| ----------- | ----- | ------ |
| 23 de abril | 20:15 | Final  |

## Resultado final
| Posição           | Nacionalidade | Atletas                                                                                      | Tempo   | Notas |
| ----------------- | ------------- | -------------------------------------------------------------------------------------------- | ------- | ----- |
| Medalha de ouro   | Bahrein       | Musa Isah (M), Aminat Yusuf Jamal (F), Salwa Eid Naser (F), Abbas Abubakar Abbas (M)         | 3:15.75 |       |
| Medalha de prata  | Índia         | Mohammad Anas (M), M. R. Poovamma (F), Vismaya Velluvakoroth (F), Arokia Rajiv (M)           | 3:16.47 |       |
| Medalha de bronze | Japão         | Kota Wakabayashi (M), Konomi Takeishi (F), Mayu Inaoka (F), Kentaro Sato (M)                 | 3:20.29 |       |
| 4                 | Cazaquistão   | Svetlana Golendova (F), Andrey Sokolov (M), Elina Mikhina (F), Mikhail Litvin (M)            | 3:20.73 |       |
| 5                 | China         | He Ke (F), Yu Yang (M), Huang Guifen (F), Feng Zhiqiang (M)                                  | 3:21.51 |       |
| 6                 | Tajiquistão   | Alisher Pulotov (M), Gulsumy Sharifova (F), Kristina Pronzhenko (F), Grigoriy Derepaskin (M) | 3:27.35 |       |

Legenda
| Recorde mundial       | Recorde mundial (World record)               |                       | Recorde africano                      | Recorde africano (African) |                                           | Q | Classificado por posição (Qualified) |
| Recorde do campeonato | Recorde do campeonato (Championship record)  | Recorde da América    | Recorde da América (Americas)         | q                          | Classificado por melhor tempo (Qualified) |   |                                      |
| Melhor marca do ano   | Melhor marca do ano (World leading)          | Recorde asiático      | Recorde asiático (Asian)              | DNS                        | Não largou (Did not start)                |   |                                      |
| Recorde nacional      | Recorde nacional (National record)           | Recorde europeu       | Recorde europeu (European)            | DNF                        | Não terminou (Did not finish)             |   |                                      |
| Recorde pessoal       | Recorde pessoal do atleta (Personal best)    | Recorde da Oceania    | Recorde da Oceania (Oceania)          | DSQ / DQ                   | Desclassificado (Disqualified)            |   |                                      |
| Recorde da temporada  | Recorde da temporada do atleta (Season best) | Recorde sul-americano | Recorde sul-americano (South America) | NM                         | Sem marca (No mark)                       |   |                                      |